# Jean de Bardel
Jean de Bardel (datas desconhecidas) foi um esgrimista suíço que participou dos Jogos Olímpicos de Verão de 1928 e de 1936, sob a bandeira da Suíça.